# Dennis DeTurck
Dennis M. DeTurck (* 15. Juli 1954 in Philadelphia) ist ein US-amerikanischer Mathematiker, der sich mit Partiellen Differentialgleichungen und Differentialgeometrie befasst.
DeTurck studierte an der Drexel University mit dem Bachelor-Abschluss 1976 sowie an der University of Pennsylvania mit dem Master-Abschluss 1978 und der Promotion 1980 bei Jerry Kazdan (Existence of metrics with prescribed Ricci-Tensors: local theory). 1985 wurde er Forschungsstipendiat der Alfred P. Sloan Foundation (Sloan Research Fellow). Er war später Professor an der University of Pennsylvania, wo er ab 2004 Dekan des College of Arts and Sciences war.
Er befasste sich mit der Problem der Existenz von Metriken auf Riemannschen Mannigfaltigkeiten mit vorgeschriebener Ricci-Krümmung (Thema seiner Dissertation) und Ricci-Flüssen.
2002 erhielt er für seine Lehre den Haimo Award der Mathematical Association of America. 2012 wurde er Fellow der American Mathematical Society und erhielt den Chauvenet-Preis (mit  Herman Gluck, Daniel Pomerleano, David Shea Vela-Vick für The Four Vertex Theorem and Its Converse über den Vierscheitelsatz).
Er war Mitglied des Kollektivs Arthur Besse.
Zu seinen Doktoranden gehört Nets Katz.

## Schriften
- Existence of metrics with prescribed Ricci curvature: local theory, Inventiones Mathematicae, Band 65, 1981/82, S. 179–207
- Deforming metrics in the direction of their Ricci tensors, J. Differential Geom. 18, 1983, S. 157–162 (DeTurck Trick für die Existenz von Ricci-Flüssen)